# Guillaume Ilunga
Guillaume Ilunga est un joueur puis entraîneur de football congolais, devenu homme politique.

## Biographie
Ancien élève de l'école primaire de Mupinoluzi, à Likasi. Il fait ses humanités à l’Institut technique agricole de Dilolo, au Katanga, il ne s’attendait pas à devenir plus tard un ‘’thérapeute’’ des sportifs. Lorsque Guillaume Ilunga s’est décidé à embrasser la Faculté de pharmacie à l’Université de Kinshasa. C’est dans cette optique qu’il a entrepris des formations sur la bureautique et le leadership, au terme de ses études universitaires à l’Université de Kinshasa. Il est marié à Chantal Ilunga.

### Joueur
Il commence sa carrière de joueur au Wadile Mfumu de Likasi, puis évolue au FC Saint Éloi Lupopo, puis à l'AS Dragons. Il continue sa carrière au Portugal, à Maya et au Vitoria Guimarães avant de prendre sa retraite sportive.

### Entraîneur
Guillaume Ilunga commence son travail au club JC Young boys de Kintambo en 1996.
En 1999, il devient sélectionneur principal des Léopards juniors (RDC) après avoir dirigé l’équipe espoir/hommes. Il a aussi été sélectionneur adjoint de l’équipe nationale A’ de ce pays.
Il aura ensuite à sa charge plusieurs équipes : DC Motema Pembe en 2000; AS Vita Club en 2001. SC Cilu de Lukala (Bas Congo) en 2003; AS Dragons. La série va continuer au Katanga en 2007 avec le FC Saint Éloi Lupopo. En 2008, il rallie Maniema Union, de 2009 à 2010, Lubumbashi Sport. Son riche parcours attire les Diables-Noirs de Brazzaville qui le sollicitent pour prester de 2010 à 2011, avant de repartir en RD Congo pour coacher Dauphins Noirs de Goma, mais aussi MK de Kinshasa.
Revenu à Brazzaville, il réintègre Diables-Noirs, de 2013 à 2014, et opte par la suite pour l’AC Léopards de Dolisie de 2015 à 2016. En 2018, il entraîne l'AC Dibumba. En 2022, il prend les commandes de la JSK.
Comme entraîneur, Guillaume Ilunga a remporté plusieurs titres tant à Kinshasa, à Brazzaville qu’à Dolisie. En 2002, il participe à la Coupe des vainqueurs de coupe avec l’AS V Club de Kinshasa. En 2004, la Coupe du Congo (RDC) et la Coupe de l’UNIFAC avec le CS Cilu. En 2007, il conduit Saint Éloi Lupopo aux 8e de finale de la Champions league africaine, et à la Coupe de la CAF en 2008. En 2011, à Brazzaville, il est sacré champion du Congo avec Diables-Noirs, avant de réussir le doublé avec l’AC Léopards de Dolisie.
Le 19 novembre 2024, il est nommé entraîneur du DCMP en remplacement de l'entraîneur égyptien Mohamed Fathi. Le 5 mars 2025, il dévient manager général du club dans le but de renforcer les capacités du club qui perd ses capacités.

## Politique
En 2019, Ilunga a commencé sa carrière politique en devenant bourgmestre de la commune de Barumbu.